# زیر دریاچه نقره‌ای
زیر دریاچه نقره‌ای (به انگلیسی: Under the Silver Lake) فیلمی آمریکایی در ژانرهای سوررئال، کمدی-درام، نئو نوآر، کمدی سیاه و مهیج است که در سال ۲۰۱۸ به نویسندگی، تهیه‌کنندگی و کارگردانی دیوید رابرت میچل ساخته شد. داستان فیلم، که در لس آنجلس سال ۲۰۱۱ می‌گذرد، دربارهٔ مرد جوانی (با بازی اندرو گارفیلد) است که پس از ناپدید شدن ناگهانی همسایه‌اش (با بازی رایلی کیئو)، به‌تنهایی تحقیقات خود را آغاز می‌کند و به تدریج با توطئه‌ای گسترده و اسرارآمیز روبه‌رو می‌شود.
این فیلم نخستین بار در ۱۵ مهٔ ۲۰۱۸ در هفتاد و یکمین دورهٔ جشنوارهٔ فیلم کن به نمایش درآمد و در بخش رقابتی نخل طلا حضور داشت. زیر دریاچه نقره‌ای سپس در ۸ اوت ۲۰۱۸ در فرانسه اکران شد و در ۱۹ آوریل ۲۰۱۹ از سوی شرکت ای۲۴ در ایالات متحده آمریکا به نمایش عمومی درآمد. فیلم با بازخوردهایی گوناگون از سوی منتقدان همراه بود؛ در حالی که کارگردانی، موسیقی متن، فیلم‌برداری و بازی گارفیلد مورد تحسین قرار گرفت، برخی منتقدان فیلمنامه را کمی گیج کننده و پیچیده، بیش از حد نمادپرداز و همچنین فاقد ماده و عمق کافی دانستند.

## خلاصهٔ داستان فیلم
سم (با بازی اندرو گارفیلد)، جوان ۳۳ ساله‌ای است سرگشته و شیفتهٔ تئوری توطئه و نمادهای پنهان در فرهنگ عامه که در محلهٔ سیلور لیکِ لس آنجلس روزگار می‌گذراند. او که نه به اجاره‌خانه عقب‌مانده‌اش اعتنایی دارد و نه به اخطارهای صاحب‌خانه‌اش، در شهری زندگی می‌کند که ترس از «قاتل سگ‌ها» – شخص یا اشخاصی ناشناس که حیوانات خانگی را می‌کشند و سازهای موسیقی را می‌ربایند – بر آن سایه افکنده است.
با ناپدید شدن ناگهانیِ سارا (با بازی رایلی کیئو)، همسایهٔ مرموز و دل‌ربایی که سم دلبسته‌اش شده، زندگی بی‌جهت او ناگهان رنگی دیگر می‌گیرد. سم، مصمم به یافتن ردّی از او، سفری وسواس‌گونه و پررمز و راز را در گوشه‌وکنار شهر، به‌ویژه شرق لس آنجلس، آغاز می‌کند؛ سفری که با کمک دوستی کنجکاو (با بازی توفر گریس)، به کاوشی پرپیچ‌وخم بدل می‌شود.
اما این جست‌وجو، سم را گام‌به‌گام به ژرفای توطئه‌هایی نهفته، محفل‌هایی رازآلود و پرده‌هایی ناشناخته می‌کشاند؛ آن‌چنان‌که مرز میان واقعیت و وهم، حقیقت و خیال، به‌تدریج درهم می‌شکند.

## بازیگران
- اندرو گارفیلد در نقش سَم
- رایلی کیئو در نقش سارا، همسایه جدید سم که به طرز مرموزی ناپدید می‌شود.
- توفر گریس در نقش دوستِ بار، دوست بی‌نام سم که در تحقیقات مربوط به ناپدید شدن سارا به او کمک می‌کند.
- کلی هرناندز در نقش میلیسنت سوننس
- دان مک‌مانوس در نقش مرد نهایی
- جرمی باب در نقش آهنگ‌ساز یا ترانه‌سرا (نقش در فیلم)
- ریکی لیندھوم در نقش بازیگر زن (نقش در فیلم)
- زوسیا مامیت در نقش تروی
- پاتریک فیشلر در نقش طرفدار کمیک، خالق مجله «زیر دریاچه نقره‌ای» که شیفته تئوری‌های توطئه است.
- جیمی سیمپسون در نقش آلن
- گریس ون پاتن در نقش دختر بادکنکی
- ایندیا منوئز در نقش ستاره دنباله‌دار، شماره ۱
- وندی وندن هوول در نقش زن سینه‌برهنه پرنده‌باز
- کریس گان در نقش جفرسون سوننس
- جسیکا مکینسون در نقش خانم سوننس
- اسکای الوبار در نقش فروشنده
- استفانی مور در نقش هم‌اتاقی سبزه
- سیبونگیله ملامبو در نقش هم‌اتاقی بلوند
- رکس لین در نقش مدیر
- آنابل دکستر-جونز در نقش فَنی
- لورا-لی در نقش مِی
- لوک بینز در نقش عیسی (جیزس)، رهبر و آهنگ‌ساز گروه موسیقی «جیزس و عروس‌های دراکولا»
- الی مک‌دونالد در نقش عروس فروتن
- ویکتوریا برونو در نقش عروس کلارا بو
- لولا بلانک در نقش عروس با عینک مطالعه
- سیلورسان پیکاپس در نقش گروه موسیقی
- سیدنی سوئینی در نقش ستاره دنباله‌دار، شماره ۲
- گای ناردولی در نقش نگهبان در
- دیوید یو در نقش پادشاه بی‌خانمان‌ها
- آدام بارتلی در نقش پلیس
- جون کاریل در نقش کلانتر
- سامر بیشیل در نقش دوست‌دختر سابق/دختر بیلبورد
- کرن نیچه در نقش بوسه جغد (بدون ذکر در تیتراژ)[۴]

## تولید

### انتخاب بازیگران وپیش‌تولید
در مه ۲۰۱۶، اعلام شد که دیوید رابرت میچل نویسندگی و کارگردانی این فیلم را بر عهده خواهد داشت و اندرو گارفیلد و داکوتا جانسون در آن به ایفای نقش خواهند پرداخت. مایکل دلوکا، آدل رومانسکی، جیک وینر و کریس بندر نیز به عنوان تهیه‌کنندگان فیلم معرفی شدند. در اکتبر ۲۰۱۶، رایلی کیئو جایگزین جانسون شد و توفر گریس نیز به جمع بازیگران فیلم پیوست. در نوامبر ۲۰۱۶، زوسیا مامیت، لورا-لی، جیمی سیمپسون، پاتریک فیشلر، لوک بینز، کلی هرناندز، ریکی لیندھوم و دان مک‌مانوس به گروه بازیگران پیوستند. آهنگساز دیزسترپیس، که موسیقی متن فیلم قبلی میچل، او تعقیب می‌کند را ساخته بود، برای ساخت موسیقی این فیلم بازگشت.

### فیلم‌برداری
فیلم‌برداری اصلی در ۳۱ اکتبر ۲۰۱۶ آغاز شد. فیلم‌برداری در سراسر لس آنجلس، از جمله محله سیلور لیک، آب‌انبار سیلور لیک، رصدخانه گریفیث و آخرین کتاب‌فروشی انجام شد.

## انتشار
در مه ۲۰۱۶، شرکت ای۲۴ حقوق پخش فیلم در ایالات متحده را به دست آورد. زیر دریاچه نقره‌ای اولین نمایش جهانی خود را در جشنواره فیلم کن در ۱۵ مه ۲۰۱۸ تجربه کرد. نخستین کشوری که فیلم در آن به طور سراسری اکران شد، فرانسه در ۸ اوت بود و پس از آن بلژیک در ۱۵ اوت.
اکران فیلم در ایالات متحده ابتدا برای ۲۲ ژوئن ۲۰۱۸ برنامه‌ریزی شده بود، اما در ۴ ژوئن به ۷ دسامبر ۲۰۱۸ موکول شد. سپس اکران سینمایی بار دیگر به ۱۹ آوریل ۲۰۱۹ به تعویق افتاد و سه روز بعد فیلم بر روی سرویس‌های ویدئو هنگام درخواست منتشر شد.

## بازخورد

### واکنش منتقدان
در وب‌گاه جمع‌آوری نقد راتن تومیتوز، این فیلم امتیاز تأیید ۵۸٪ را بر اساس ۱۵۹ نقد، با میانگین امتیاز ۶/۱۰ کسب کرده است. در جمع‌بندی منتقدان این وب‌سایت آمده است: «زیر دریاچه نقره‌ای کمی بیشتر از آنکه بلغزد، گام‌های استواری برمی‌دارد، اما دشوار است که جاه‌طلبی نویسنده-کارگردان، دیوید رابرت میچل، را تحسین نکرد – یا مجذوب آن نشد.» متاکریتیک، که از میانگین وزنی استفاده می‌کند، به فیلم امتیاز ۶۰ از ۱۰۰ را بر اساس ۳۱ نقد اختصاص داده است که نشان‌دهنده نقدهای «مختلط یا متوسط» است.
جاشوا راثکاف از تایم اوت به فیلم امتیاز کامل پنج ستاره داد و آن را «هیپنوتیزمی، مارپیچ و به‌شکلی سرخوشانه بالا» خواند و اظهار داشت: «جاه‌طلبی زیر دریاچه نقره‌ای ارزش گرامی داشتن را دارد. این فیلم یا در هیچ محو خواهد شد یا به چیزی منسجم تبدیل می‌شود که می‌خواهید آن را به خاطر عجیب و غریب بودن شگفت‌انگیزش در آغوش بگیرید.» اریک کوهن از ایندی‌وایر نقد مثبتی ارائه داد و آن را «درامی عجیب و غریب و تکان‌دهنده که بر شگفتی مداوم گارفیلد در هر لحظه استوار است. ... تماشای اینکه میچل چگونه با جاه‌طلبی وحشیانه‌ی شخصیت اصلی ژولیده‌اش به دنبال تصویری بزرگ‌تر است، جذاب است.»
اوئن گلایبرمن از ورایتی نقد مثبتی نوشت و آن را «فیلمی است که شما را به لانه‌ی خرگوش می‌برد، همزمان گیرا و گیج‌کننده، که از شور شهوانی و وحشت نیرو می‌گیرد، اما همچنین از ابهام کد-محور تئوری توطئه. فیلم بی‌عیب و نقص فیلم‌برداری و صحنه‌پردازی شده، با موسیقی متنی فوق‌العاده غنی که گویی برنارد هرمن با آنجلو بادالامنتی تحت تأثیر مواد افیونی دیدار کرده است.» ای. ای. داود از ای. وی. کلاب به فیلم امتیاز B داد و بیان کرد: «میچل با سومین فیلم بلند خود گام بزرگی برداشته و نه تنها چیزی نو، بلکه چیزی غیرمتعارف‌تر، جاه‌طلبانه‌تر و حتی بالقوه ناخوشایند را امتحان می‌کند.»
امیلی یوشیدا از والچر درباره پیام فیلم اظهار داشت: «من مدام به زنان در این فیلم به‌شدت پسر-محور بازمی‌گشتم — میچل گمان می‌کند که همه آن‌ها روی یک نوار نقاله بزرگ هستند تا توسط هالیوود جویده و تف شوند، یا اگر خوش‌شانس باشند، در زندان‌های ثروتمندان و قدرتمندان محبوس شوند. این تصوری نسبتاً پیش پا افتاده برای فیلمی است که در غیر این صورت به‌طور تحسین‌برانگیزی دیوانه‌وار است — شما مدام امیدوارید که میچل به چیزی عجیب‌تر، رادیکال‌تر برسد.» بیلگه ابیری از ویلج ویس با وجود تحسین بازی گارفیلد و اصالت فیلم، نقد منفی ارائه داد و اظهار داشت: «اگر قرار است یک فیلم پست‌مدرن نئو-نوآر درباره توطئه جنسی... در لس آنجلس بسازید، خوب است که کمی شخصیت یا حداقل حس سبکی داشته باشید... میچل ایده‌های جالبی دارد و بازیگرانش به نظر می‌رسد که لذت می‌برند، اما این کافی نیست وقتی خود فیلم فاقد اتمسفر، یا تنش، یا درگیری عاطفی است.»

### جوایز
در سال ۲۰۱۸، فیلم در جشنواره بین‌المللی فیلم‌های فوق‌العاده نوشاتل (Neuchâtel International Fantastic Film Festival) در سوئیس با واکنش‌های مثبتی روبرو شد و جایزه جوانان دنی-دو-روژمون را دریافت کرد. در جشنواره فیلم سیتخس، زیر دریاچه نقره‌ای تقدیر ویژه جایزه منتقدان خوزه لوئیس گوارنر را دریافت کرد.

### طرفداران کالت
زیر دریاچه نقره‌ای اگرچه در ابتدا با موفقیت تجاری در گیشه مواجه نشد، اما طرفداران کالت پیدا کرده است که متقاعد شده‌اند سرنخ‌ها، کدها و رمزهای فرا-متنی پنهانی در سراسر فیلم پراکنده شده‌اند که در انتظار کشف شدن هستند. این موارد شامل اشاراتی به راز هویت قاتل سگ‌ها، رمزها یا کدهای مختلف، سیستم‌های موقعیت‌یابی جغرافیایی و حتی تحلیل آتش‌بازی‌ها در فیلم است که الگوی صوتی آن‌ها را به کد مورس مرتبط می‌کند. در صحنه‌های خاصی از فیلم، دیوارنوشته‌هایی در توالت‌ها و روی یک دیوار دیده می‌شود که با رمز کوپیاله کدگذاری شده‌اند. مشاور رمزنگاری فیلم، دانشمند علوم کامپیوتر کوین نایت بود که در سال ۲۰۱۱ در ساخت برنامه‌ای برای ترجمه رمز کوپیاله مشارکت داشت.